# Saison 1973-1974 de la LIH
Saison précédente Saison suivante
La Saison 1973-1974 est la vingt-neuvième saison de la ligue internationale de hockey.
Les Capitols de Des Moines remportent la Coupe Turner en battant les Gears de Saginaw en série éliminatoire.

## Saison régulière
Avant le début de la saison régulière, les Golden Seals de Columbus prennent le nom des Owls de Columbus. La ligue fait passer le nombre de rencontres disputés en saison régulière de soixante-quatorze à soixante-seize.

### Classement de la saison régulière
Pour les significations des abréviations, voir Statistiques du hockey sur glace.
| Clt   | Équipe              | PJ | V  | D  | N | BP  | BC  | Pts |
| ----- | ------------------- | -- | -- | -- | - | --- | --- | --- |
| +001, | Mohawks de Muskegon | 76 | 44 | 26 | 6 | 272 | 234 | 94  |
| +002, | Gears de Saginaw    | 76 | 38 | 34 | 4 | 310 | 282 | 80  |
| +003, | Hornets de Toledo   | 76 | 33 | 42 | 1 | 260 | 302 | 67  |
| +004, | Generals de Flint   | 76 | 30 | 43 | 3 | 251 | 288 | 63  |
| +005, | Wings de Port Huron | 76 | 29 | 44 | 3 | 229 | 268 | 61  |

| Clt   | Équipe                 | PJ | V  | D  | N | BP  | BC  | Pts |
| ----- | ---------------------- | -- | -- | -- | - | --- | --- | --- |
| +001, | Capitols de Des Moines | 76 | 45 | 25 | 6 | 316 | 247 | 96  |
| +002, | Owls de Columbus       | 76 | 40 | 34 | 2 | 288 | 270 | 82  |
| +003, | Gems de Dayton         | 76 | 38 | 35 | 3 | 272 | 247 | 79  |
| +004, | Komets de Fort Wayne   | 76 | 31 | 45 | 0 | 245 | 305 | 62  |

- Champion de la saison régulière
- Champion de division
- Qualifié pour les séries éliminatoires

### Meilleurs pointeurs
| Joueur             | Équipe     | PJ | B  | A  | Pts | Pun |
| ------------------ | ---------- | -- | -- | -- | --- | --- |
| Peter Mara         | Des Moines | 75 | 44 | 71 | 115 | 33  |
| Frank DeMarco      | Des Moines | 75 | 49 | 39 | 88  | 40  |
| Marty Reynolds     | Columbus   | 73 | 37 | 50 | 87  | 140 |
| Wayne Zuk          | Flint      | 74 | 37 | 46 | 83  | 48  |
| Marcel Comeau      | Saginaw    | 76 | 31 | 51 | 82  | 40  |
| Harvey Bennett Jr. | Des Moines | 74 | 31 | 50 | 81  | 93  |
| Ed Kenty           | Columbus   | 74 | 38 | 43 | 81  | 56  |
| Peter Gaw          | Dayton     | 74 | 38 | 42 | 80  | 42  |
| Wayne Ego          | Fort Wayne | 73 | 15 | 64 | 79  | 52  |
| Louis Frigon       | Muskegon   | 74 | 35 | 41 | 76  | 19  |

## Séries éliminatoires
Les Capitols de Des Moines, champion de la saison régulière obtiennent un laissé-passé et accèdent directement à la demi-finale.

### Tableau
|  | Quarts de finale       | Quarts de finale  |                        |   | Demi-finales | Demi-finales |  |  | Finale | Finale |
|  | Quarts de finale       | Quarts de finale  |                        |   | Demi-finales | Demi-finales |  |  | Finale | Finale |
|  |                        |                   |                        |   |              |              |  |  |        |        |
|  |                        |                   |                        |   |              |              |  |  |        |        |
|  |                        |                   |                        |   |              |              |  |  |        |        |
|  | Capitols de Des Moines |                   |                        |   |              |              |  |  |        |        |
|  |                        |                   |                        |   |              |              |  |  |        |        |
|  | Laissé-passé           |                   |                        |   |              |              |  |  |        |        |
|  | Capitols de Des Moines | 4                 |                        |   |              |              |  |  |        |        |
|  | Capitols de Des Moines | 4                 |                        |   |              |              |  |  |        |        |
|  |                        | Generals de Flint | 0                      |   |              |              |  |  |        |        |
|  | Hornets de Toledo      | Generals de Flint | 0                      | 1 |              |              |  |  |        |        |
|  | Hornets de Toledo      |                   |                        | 1 |              |              |  |  |        |        |
|  | Generals de Flint      | 2                 |                        |   |              |              |  |  |        |        |
|  | Generals de Flint      | 2                 | Capitols de Des Moines | 4 |              |              |  |  |        |        |
|  |                        |                   | Capitols de Des Moines | 4 |              |              |  |  |        |        |
|  |                        | Gears de Saginaw  | 2                      |   |              |              |  |  |        |        |
|  | Mohawks de Muskegon    | Gears de Saginaw  | 2                      | 0 |              |              |  |  |        |        |
|  | Mohawks de Muskegon    |                   |                        | 0 |              |              |  |  |        |        |
|  | Owls de Columbus       | 3                 |                        |   |              |              |  |  |        |        |
|  | Owls de Columbus       | 3                 | Owls de Columbus       | 0 |              |              |  |  |        |        |
|  |                        |                   | Owls de Columbus       | 0 |              |              |  |  |        |        |
|  |                        | Gears de Saginaw  | 3                      |   |              |              |  |  |        |        |
|  | Gears de Saginaw       | Gears de Saginaw  | 3                      | 3 |              |              |  |  |        |        |
|  | Gears de Saginaw       |                   |                        | 3 |              |              |  |  |        |        |
|  | Gems de Dayton         | 1                 |                        |   |              |              |  |  |        |        |
|  | Gems de Dayton         | 1                 |                        |   |              |              |  |  |        |        |

### Quart de finales
Pour les quart de finale, les équipes concourantes sont déterminés au total de points obtenues durant la saison régulière. Ainsi, l'équipe ayant obtenu le plus de points, Muskegon avec 94, affronte Columbus qui eux, on terminé avec 82 points. Saginaw de leur côté, avec 80 points, font face à Dayton qui en on obtenu 79. Puis finalement Toledo et Flint se font face avec respectivement 67 et 63 points.
| Date    | Équipe à domicile | Score | Équipe visiteuse  |
| ------- | ----------------- | ----- | ----------------- |
| 26 mars | Hornets de Toledo | 3-2   | Generals de Flint |
| 27 mars | Generals de Flint | 4-3   | Hornets de Toledo |
| 29 mars | Generals de Flint | 7-3   | Hornets de Toledo |

Les Generals de Flint remportent la série 2 victoires à 1.
| Date    | Équipe à domicile   | Score   | Équipe visiteuse    |
| ------- | ------------------- | ------- | ------------------- |
| 26 mars | Mohawks de Muskegon | 2-4     | Owls de Columbus    |
| 28 mars | Owls de Columbus    | 5-2     | Mohawks de Muskegon |
| 30 mars | Owls de Columbus    | 4-3 (P) | Mohawks de Muskegon |

Les Owls de Columbus remportent la série 3 victoires à 0.
| Date    | Équipe à domicile | Score   | Équipe visiteuse |
| ------- | ----------------- | ------- | ---------------- |
| 26 mars | Gems de Dayton    | 7-4     | Gears de Saginaw |
| 28 mars | Gears de Saginaw  | 5-3     | Gems de Dayton   |
| 30 mars | Gems de Dayton    | 3-7     | Gears de Saginaw |
| 31 mars | Gears de Saginaw  | 4-3 (P) | Gems de Dayton   |

Les Gears de Saginaw remportent la série 3 victoires à 1.

### Demi-finales
| Date    | Équipe à domicile      | Score | Équipe visiteuse       |
| ------- | ---------------------- | ----- | ---------------------- |
| 31 mars | Capitols de Des Moines | 5-1   | Generals de Flint      |
| 2 avril | Capitols de Des Moines | 3-2   | Generals de Flint      |
| 4 avril | Generals de Flint      | 3-8   | Capitols de Des Moines |
| 7 avril | Generals de Flint      | 6-11  | Capitols de Des Moines |

Les Capitols de Des Moines remportent la série 4 victoires à 0.
| Date     | Équipe à domicile | Score | Équipe visiteuse |
| -------- | ----------------- | ----- | ---------------- |
| 5 avril  | Gears de Saginaw  | 4-2   | Owls de Columbus |
| 9 avril  | Owls de Columbus  | 1-4   | Gears de Saginaw |
| 10 avril | Owls de Columbus  | 2-6   | Gears de Saginaw |

Les Gears de Saginaw remportent la série 3 victoires à 0.

### Finale
La finale oppose les vainqueurs de leur série respectives, les Capitols de Des Moines et les Gears de Saginaw. Pour remporter la finale les équipes doivent obtenir quatre victoires.
| Date     | Équipe à domicile      | Score | Équipe visiteuse       |
| -------- | ---------------------- | ----- | ---------------------- |
| 12 avril | Capitols de Des Moines | 4-1   | Gears de Saginaw       |
| 13 avril | Capitols de Des Moines | 6-0   | Gears de Saginaw       |
| 15 avril | Gears de Saginaw       | 3-0   | Capitols de Des Moines |
| 16 avril | Gears de Saginaw       | 5-2   | Capitols de Des Moines |
| 20 avril | Capitols de Des Moines | 8-0   | Gears de Saginaw       |
| 23 avril | Gears de Saginaw       | 1-3   | Capitols de Des Moines |

Les Capitols de Des Moines remportent la série 4 victoires à 2.

### Effectifs de l'équipe championne
Voici l'effectif des Capitols de Des Moines, champion de la Coupe Turner 1974:
- Entraîneur : Dan Belisle.
- Joueurs : Harvey Bennett, Bob Bilodeau, Yvon Bilodeau, Larry Bolonchuk, Doug Buchanan, Steve Coates, Frank DeMarco, Keith Kokkola, Bob Law, Ian MacKinnon, Peter Mara, Johnny Martin, Terry McDougall, Dave McLelland, Jim Park, Pat Russell, Scott Smith, Ken Wright.

## Trophée remis
| Trophée               | Description                       | Vainqueur               |
| --------------------- | --------------------------------- | ----------------------- |
| Coupe Turner          | Champion des séries éliminatoires | Capitols de Des Moines. |
| Trophée Fred-A.-Huber | Champion de la saison régulière   | Capitols de Des Moines. |

| Trophée                  | Description                                         | Vainqueur                              |
| ------------------------ | --------------------------------------------------- | -------------------------------------- |
| Trophée Leo-P.-Lamoureux | Meilleur pointeur                                   | Peter Mara, Capitols de Des Moines.    |
| Trophée James-Gatschene  | Meilleur joueur                                     | Peter Mara, Capitols de Des Moines.    |
| Trophée Garry-F.-Longman | Meilleur joueur recrue                              | Frank DeMarco, Capitols de Des Moines. |
| Trophée des gouverneurs  | Meilleur défenseur                                  | Dave Simpson, Gems de Dayton.          |
| Trophée James-Norris     | Gardien avec la plus faible moyenne de buts alloués | Bill Hughes, Mohawks de Muskegon.      |